# Anguloa virginalis
Anguloa virginalis là một loài thực vật có hoa trong họ Lan. Loài này được Linden ex B.S.Williams mô tả khoa học đầu tiên năm 1862.

## Hình ảnh

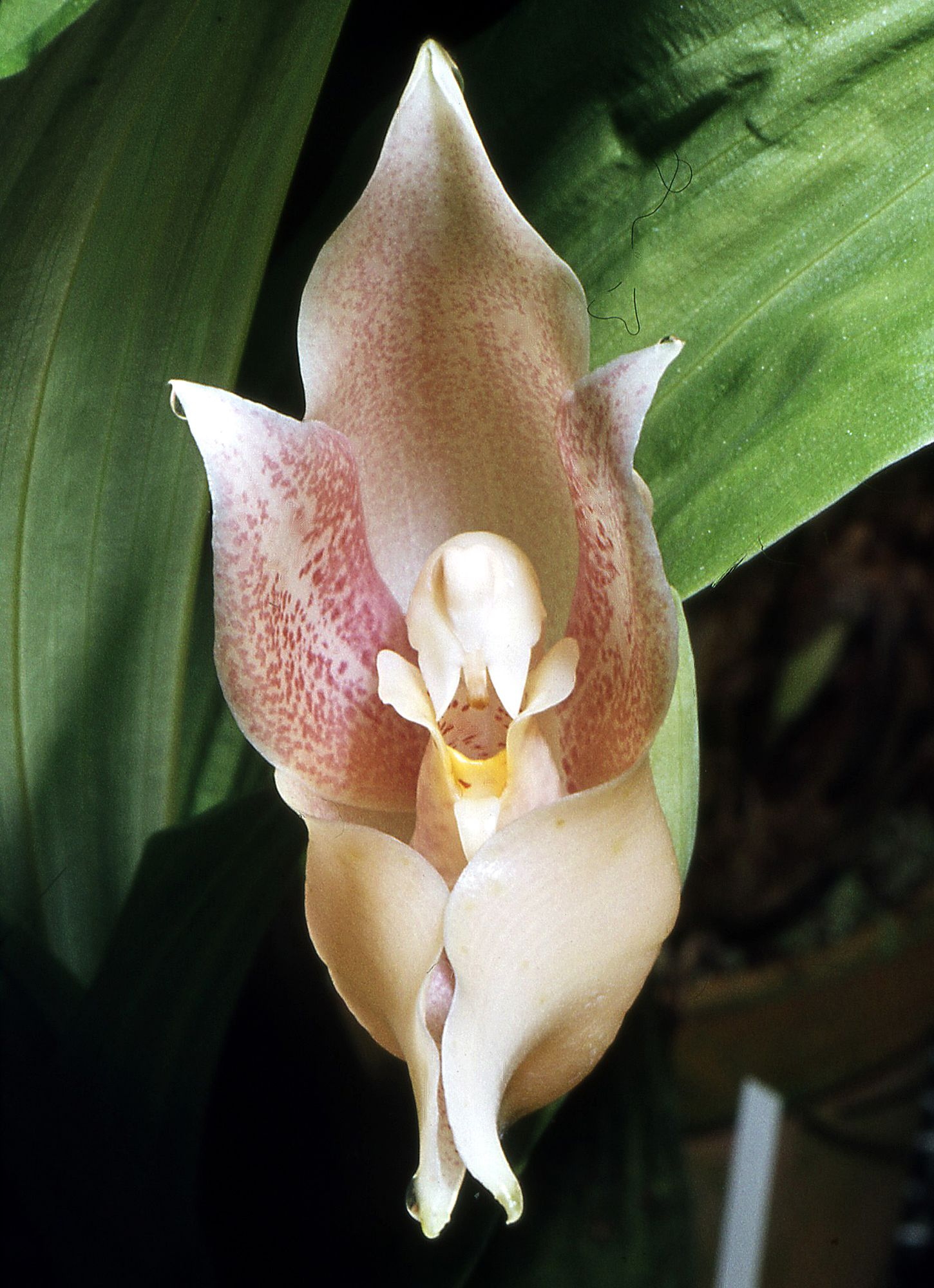
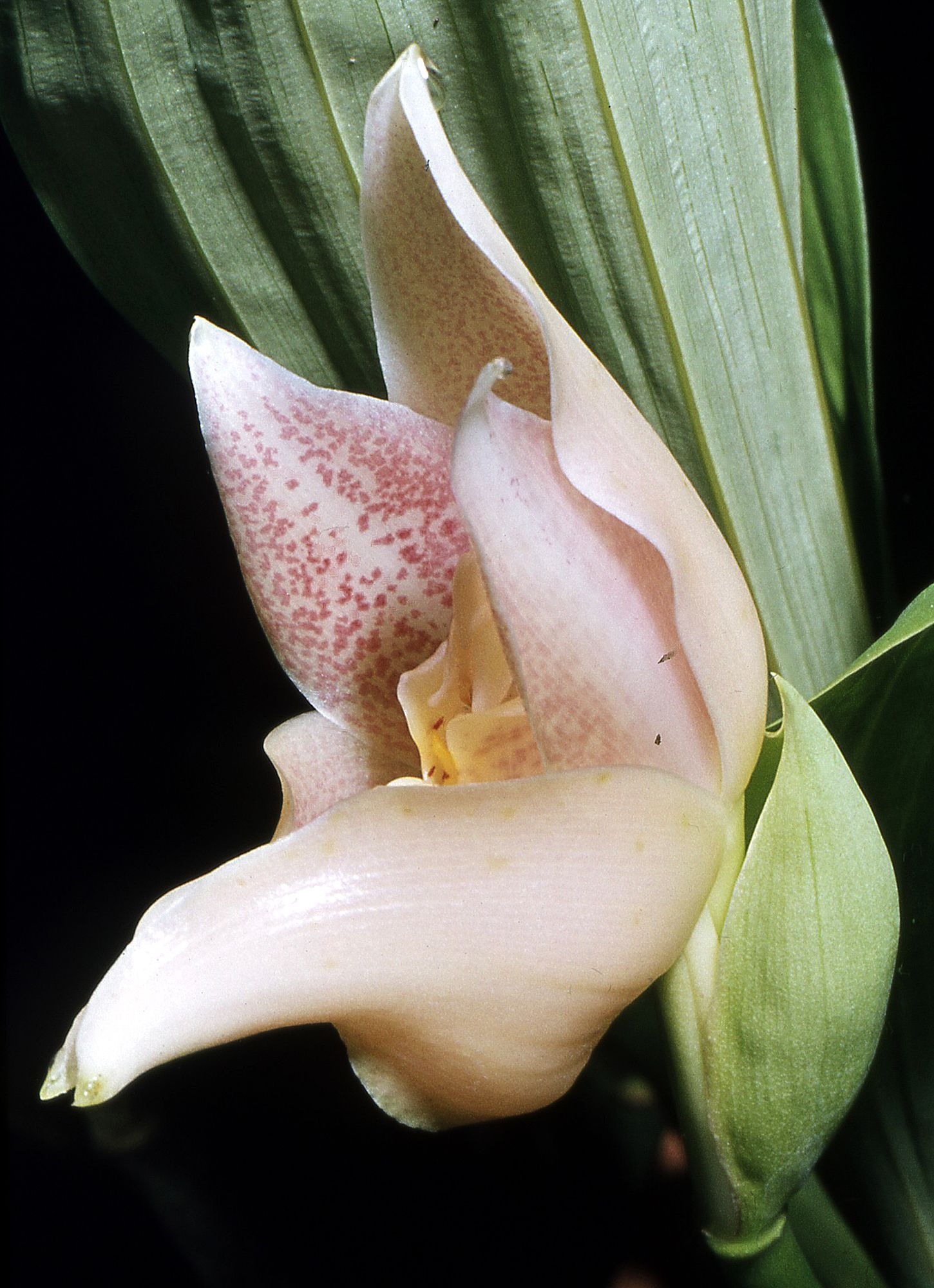
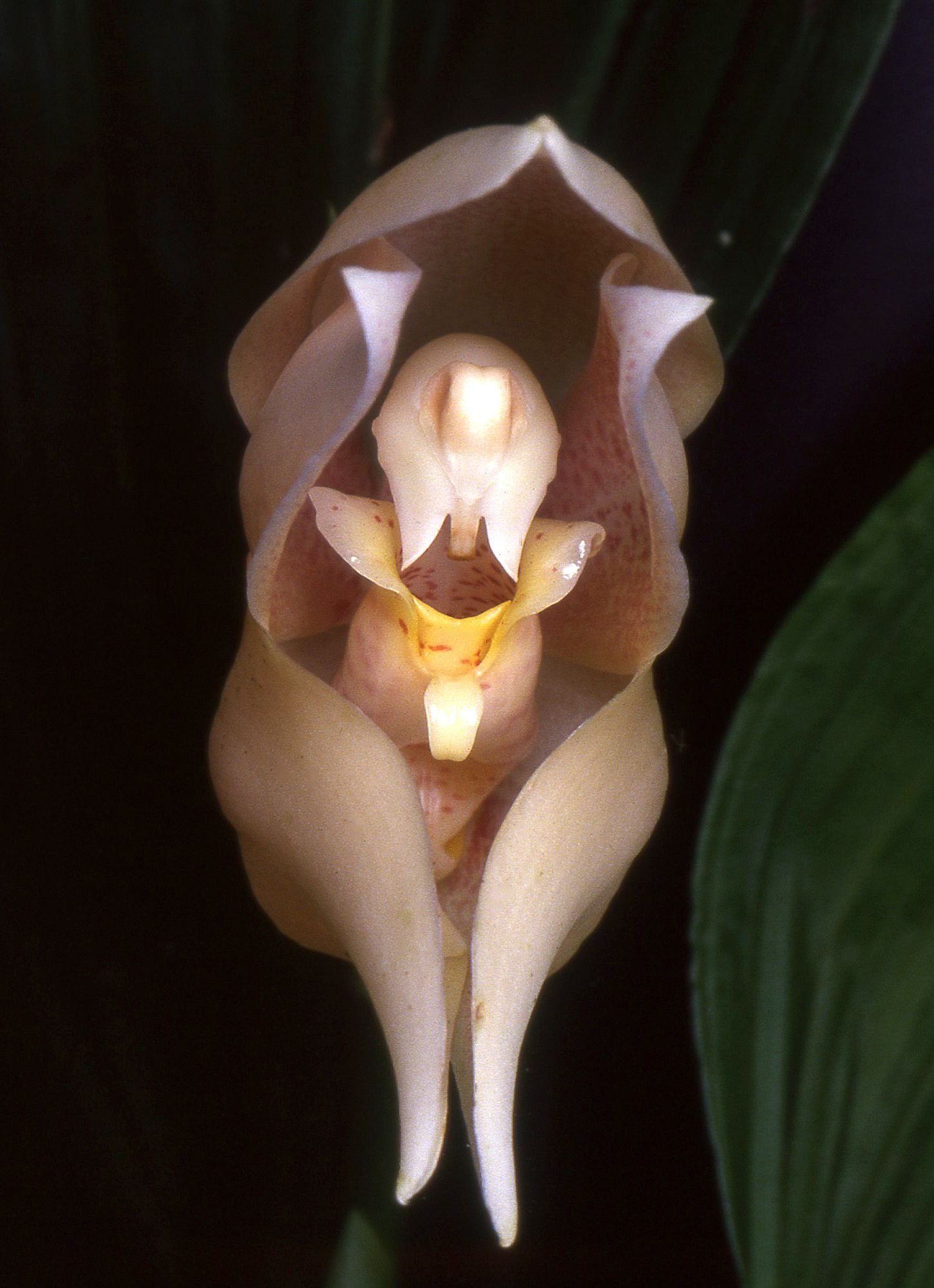
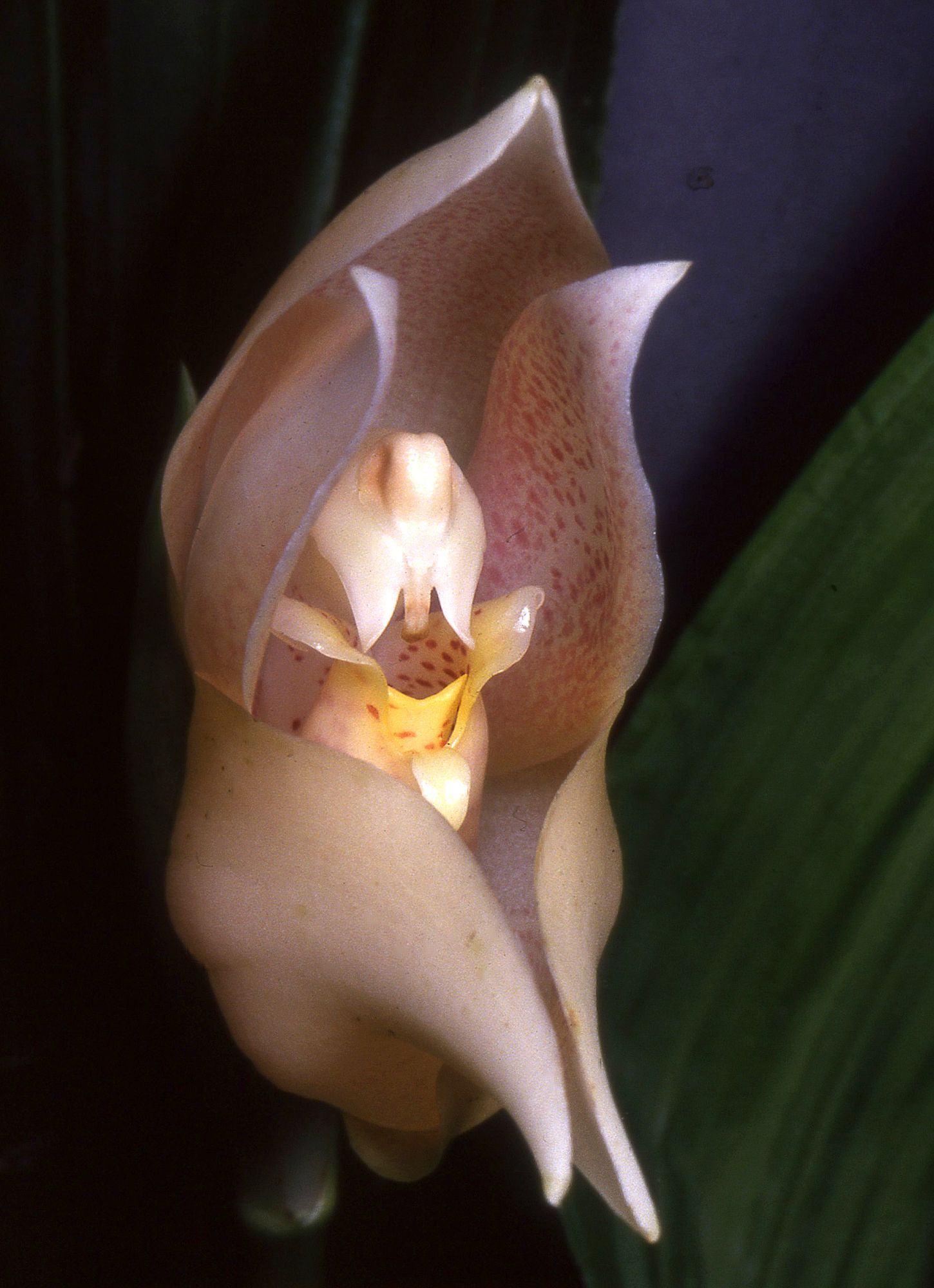